# John Smith (skådespelare)
John Smith, född 6 mars 1931 i Los Angeles, död 25 januari 1995 i Los Angeles, var en amerikansk skådespelare. Smith är särskilt ihågkommen för sina huvudroller i två NBC-producerade westernserier, Cimarron City och Laramie.

## Filmografi i urval
- 1944 – Vandra min väg
- 1945 – Klockorna i S:t Mary
- 1950 – Susan gör skandal
- 1953 – The Affairs of Dobie Gillis
- 1954 – Mellan himmel och hav
- 1955 – Trasiga änglar
- 1956 – Mellan himmel och helvete
- 1956 – Folket i den lyckliga dalen
- 1956 – Krutrök (TV-serie)
- 1957 – Blint raseri
- 1957 – Gå på knock, Kelly!
- 1958–1959 – Cimarron City  (TV-serie)
- 1959 – Alfred Hitchcock Presents (TV-serie)
- 1959–1963 – Laramie  (TV-serie)
- 1964 – Wild West Show
- 1966 – Hämnd! Hämnd! Hämnd!